# 신뢰성물리학분석
신뢰성물리학분석(Reliability Physics Analysis)는 고장물리기반 분석(Physics of Failure based analysis)의 다른 용어로 최근 표준화(SAE J3168)진행 과정에서 통일되고 보다 사용자 친화적인
용어의 필요성 때문에 만들어졌다.
신뢰성물리학분석(RPA)은 물리적 과학(물리, 화학, 재료등)을 수단으로 사용하여 모델링 및 시뮬레이션을 하고 신뢰성을 예측하는 분석방법이다.   즉, 신뢰성을 예측하고 싶은 대상체(보통은 고신뢰성이 요구되는 전자제품)의
가상모델을 만들고, 구성요소의 물리적인 재질과 구조적 특성에 기초하여 시뮬레이션을 수행하여 신뢰성(사용자의 사용기간동안 지속적으로 미션을 수행할 수 있는 능력)을 평가하는 방법이다.
이러한 방법을 수행하는 상용도구로는 Sherlock이라는 글로벌 제품이 있고, 주로 자동차, 우주항공, 국방등 고신뢰성 전자제품의 신뢰성이 요구되는 산업 분야에서 활발히 적용되고 있다.